# Anthochaera carunculata
El mielero carunculado (Anthochaera carunculata) es una especie de ave paseriforme de la familia Meliphagidae propia del sur de Australia.

## Subespecies
- Anthochaera carunculata carunculata (Shaw, 1790)
- Anthochaera carunculata clelandi (Mathews, 1923)
- Anthochaera carunculata woodwardi (Mathews, 1912)

## Localización, hábitat y estado de amenaza
Es una especie característica del sur de Australia.
Vive en bosques y jardines.
No es una especie amenazada.